# Werner Hedmann
Werner Hedmann, född 6 april 1926 i Köpenhamn, död 26 juli 2005, var en dansk regissör och fotograf.

## Regi i urval
- 1964 – Stig i tiden
- 1964 – Måske i morgen
- 1974 – I Tyrens tegn

## Filmmanus i urval
- 1960 – Millionær for en aften
- 1964 – Måske i morgen
- 1974 – I Tyrens tegn

## Filmfoto i urval
- 1951 – Kvinnan bakom allt